# Премия имени В. Н. Татищева и Г. В. де Геннина
Пре́мия и́мени В. Н. Тати́щева и Г. В. де Ге́ннина — премия, присуждаемая персоналиям и организациям, внёсшим значительный вклад в социально-экономическое развитие Екатеринбурга. Названа в честь основателей города В. Н. Татищева и Г. В. де Геннина.

## История
Премия учреждена и вручается ежегодно с 1998 года. Торжественное вручение премий и дипломов с медалями и нагрудными знаками происходит ежегодно в День города Екатеринбурга 18 ноября.
Памятная медаль лауреата премии представляет собой круг диаметром 6 см и толщиной 5 мм, выполненный из нейзильбера, покрытого серебром. На лицевой стороне медали изображены основатели города В. Н. Татищева и Г. В. де Геннина и надпись «Екатеринбург 1723 г.», на обратной — здание городской администрации и надпись «Во славу и пользу родного города».

## Порядок выдвижения и присуждение премий
Премия присуждается в нескольких номинациях:
- За заслуги в области экономики и в развитии городского хозяйства
- За заслуги в области науки, техники, охраны окружающей среды и медицины
- За заслуги в области образования, культуры и искусства
- За заслуги в области архитектуры и строительства
- За личный вклад в развитие местного самоуправления, социально-экономическое развитие муниципального образования «город Екатеринбург»

Мэр Екатеринбурга может утвердить иные номинации, рассматриваемые в отдельном году.
Выдвижение номинантов производится физическими лицами, предприятиями, научными организациями, вузами, общественными организациями и творческими союзами. Рассмотрение номинаций производится соответствующими профильными комиссиями, формируемыми на основе структурных подразделений Администрации города Екатеринбург. Имена лауреатов премии вносятся в книгу «Лауреаты премии имени В. Н. Татищева и Г. В. де Геннина».